# Rostock járás
Rostock járás egy járás Mecklenburg-Elő-Pomeránia tartományban. 2011. szeptember 3. óta létezik. Rostock járás Rostock, Nordwestmecklenburg, Ludwigslust-Parchim, Mecklenburgische Seenplatte és Vorpommern-Rügen járásokkal határos. Lakosainak száma 211 878 fő (2014. december 31.).

## Népesség
A járás népessége az elmúlt években az alábbi módon változott:
| Lakosok száma | 211 863 | 210 732 | 210 555 | 211 878 |
|               | 2011    | 2012    | 2013    | 2014    |

## Városok és községek
Önálló városok
1. Bad Doberan, *
2. Güstrow, *
3. Kröpelin,
4. Kühlungsborn,
5. Neubukow, *
6. Teterow, *

Önálló községek
1. Dummerstorf
2. Graal-Müritz
3. Sanitz
4. Satow

Gliederung des Landkreises Rostock

 Települések amik egy Amt (Lau 1) tagjai

* Az Amt székhelye
| - 1. Amt Bad Doberan-Land [székhely: Bad Doberan] 1. Admannshagen-Bargeshagen 2. Bartenshagen-Parkentin 3. Börgerende-Rethwisch 4. Hohenfelde 5. Nienhagen 6. Reddelich 7. Retschow 8. Steffenshagen 9. Wittenbeck - 2. Amt Bützow-Land 1. Baumgarten 2. Bernitt 3. Bützow, város * 4. Dreetz 5. Jürgenshagen 6. Klein Belitz 7. Penzin 8. Rühn 9. Steinhagen 10. Tarnow 11. Warnow 12. Zepelin - 3. Amt Carbäk 1. Broderstorf * 2. Klein Kussewitz 3. Poppendorf 4. Roggentin 5. Thulendorf - 4. Amt Gnoien 1. Altkalen 2. Behren-Lübchin 3. Boddin 4. Finkenthal 5. Gnoien, város * 6. Lühburg 7. Walkendorf | - 5. Amt Güstrow-Land [székhely: Güstrow] 1. Glasewitz 2. Groß Schwiesow 3. Gülzow-Prüzen 4. Gutow 5. Klein Upahl 6. Kuhs 7. Lohmen 8. Lüssow 9. Mistorf 10. Mühl Rosin 11. Plaaz 12. Reimershagen 13. Sarmstorf 14. Zehna - 6. Amt Krakow am See 1. Dobbin-Linstow 2. Hoppenrade 3. Krakow am See, város * 4. Kuchelmiß 5. Lalendorf - 7. Amt Laage 1. Diekhof 2. Dolgen am See 3. Hohen Sprenz 4. Laage, város * 5. Wardow - 8. Amt Mecklenburgische Schweiz [székhely: Teterow] 1. Alt Sührkow 2. Dahmen 3. Dalkendorf 4. Groß Roge 5. Groß Wokern 6. Groß Wüstenfelde 7. Hohen Demzin 8. Jördenstorf 9. Lelkendorf 10. Prebberede 11. Schorssow 12. Schwasdorf 13. Sukow-Levitzow 14. Thürkow 15. Warnkenhagen | - 9. Amt Neubukow-Salzhaff [székhely: Neubukow] 1. Alt Bukow 2. Am Salzhaff 3. Bastorf 4. Biendorf 5. Carinerland 6. Kirch Mulsow 7. Rerik, város - 10. Amt Rostocker Heide 1. Bentwisch 2. Blankenhagen 3. Gelbensande * 4. Mönchhagen 5. Rövershagen - 11. Amt Schwaan 1. Benitz 2. Bröbberow 3. Kassow 4. Rukieten 5. Schwaan, város * 6. Vorbeck 7. Wiendorf - 12. Amt Tessin 1. Cammin 2. Gnewitz 3. Grammow 4. Nustrow 5. Selpin 6. Stubbendorf 7. Tessin, város * 8. Thelkow 9. Zarnewanz - 13. Amt Warnow-West 1. Elmenhorst/Lichtenhagen 2. Kritzmow * 3. Lambrechtshagen 4. Papendorf 5. Pölchow 6. Stäbelow 7. Ziesendorf |

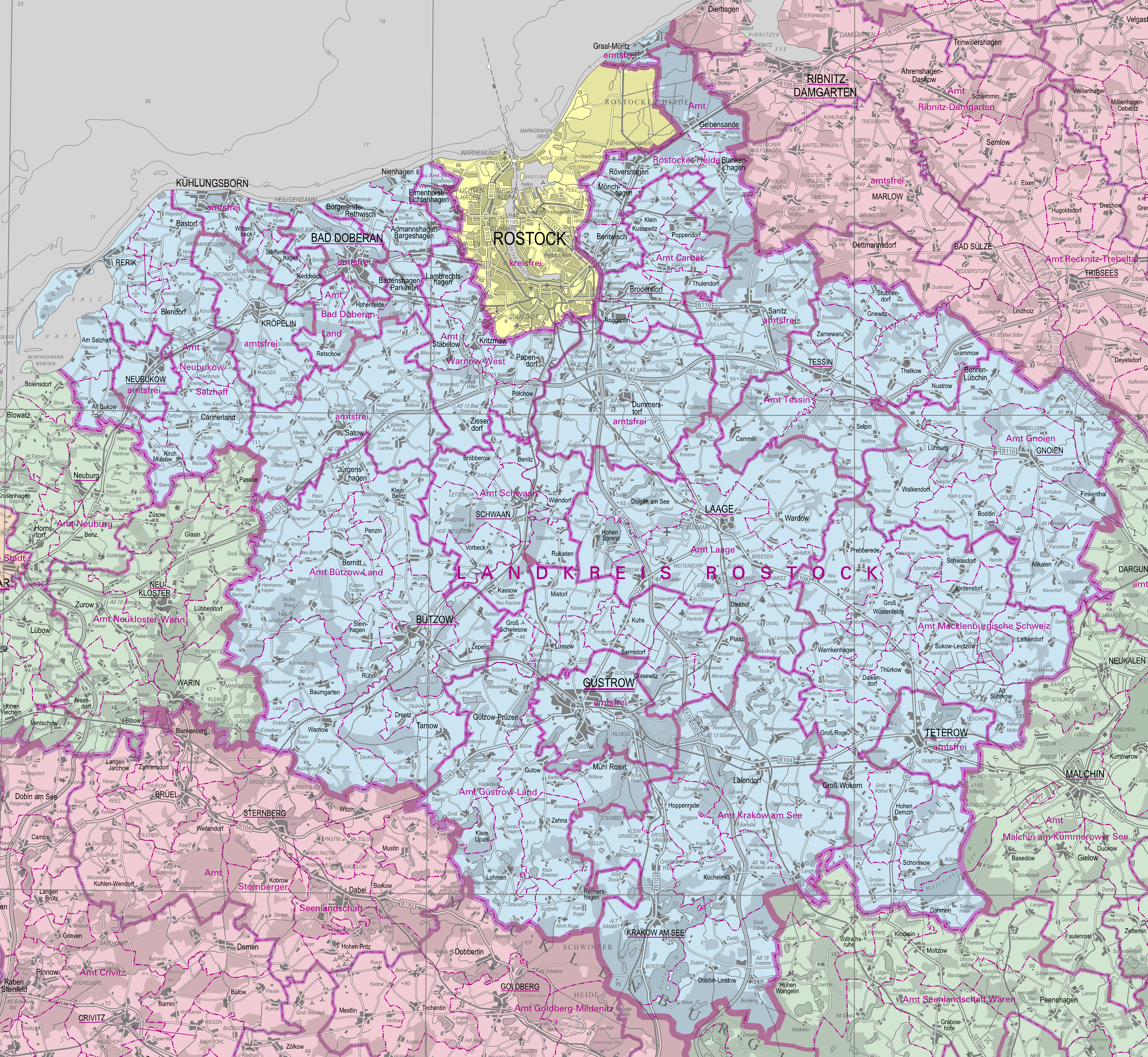
Ämter und Gemeinden

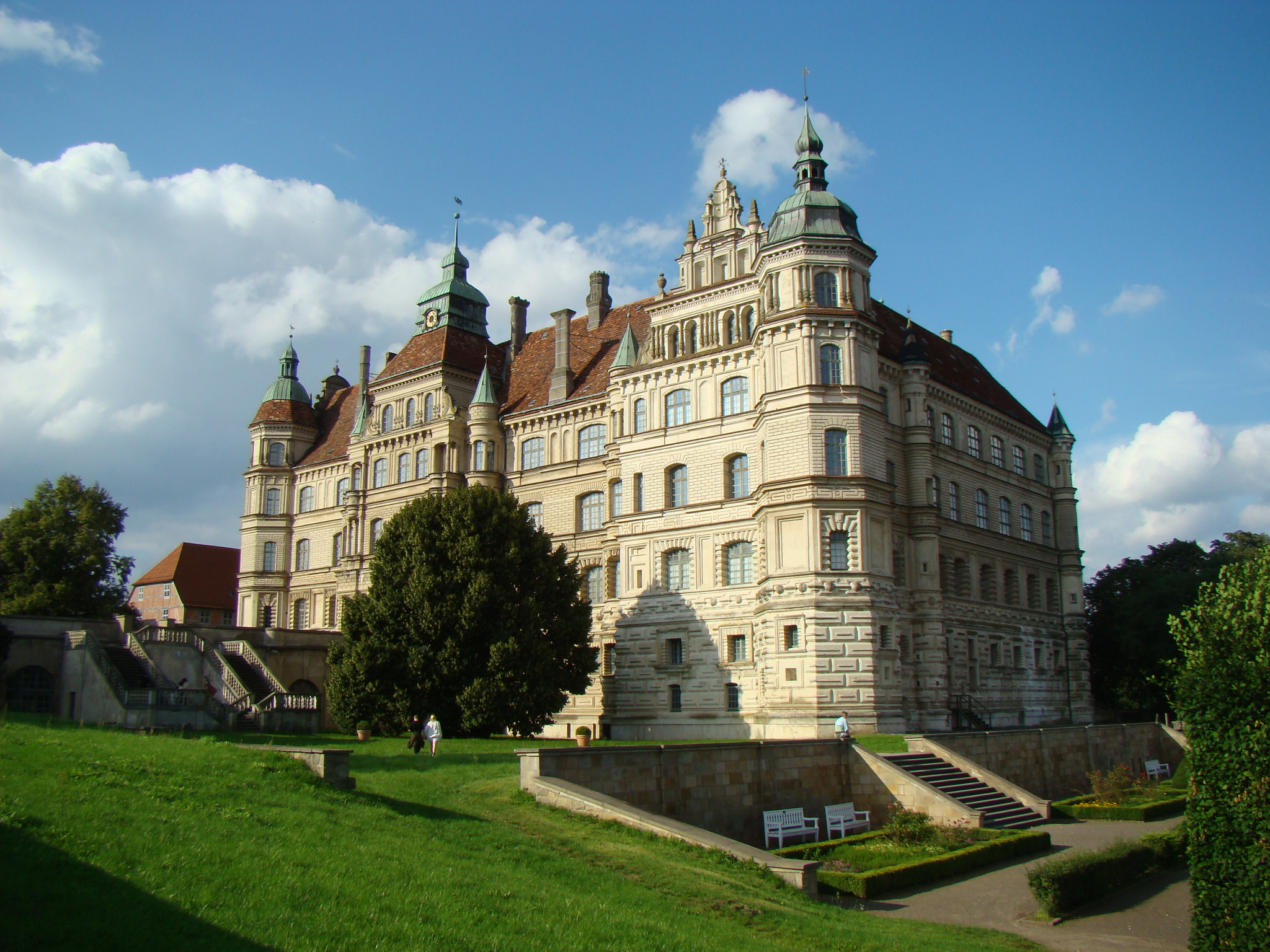
güstrowi kastély
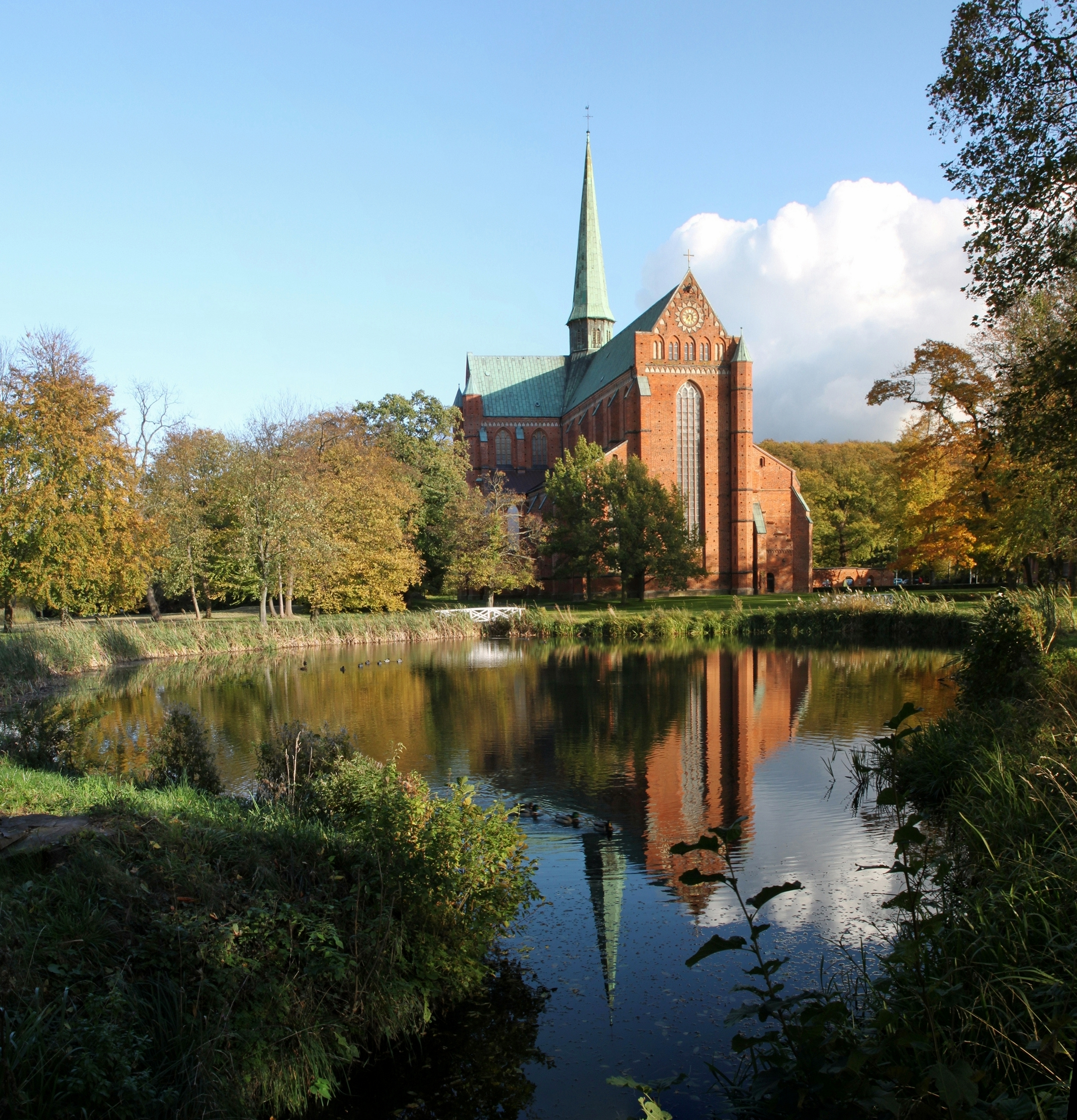
A doberani monostor
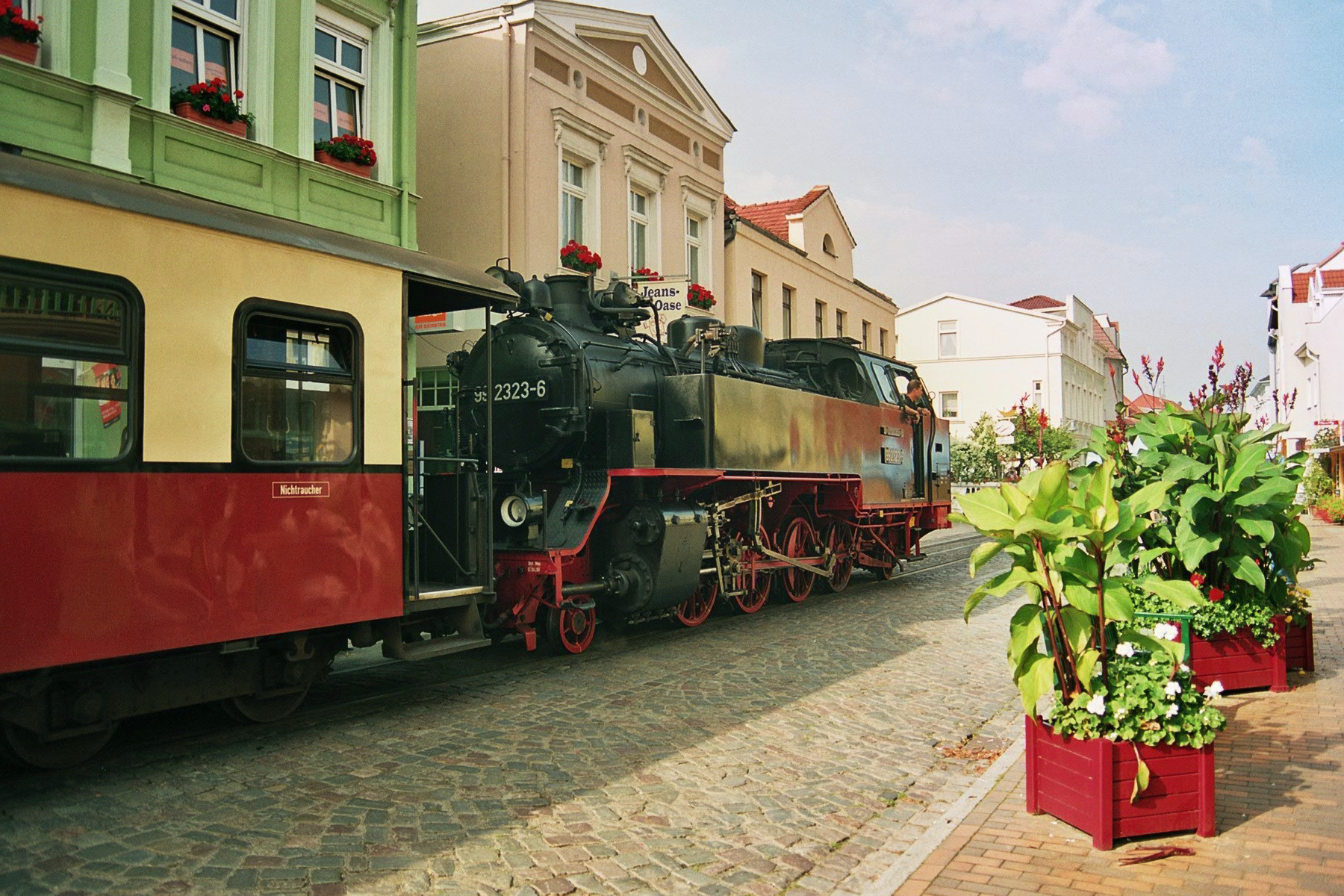
A Molli
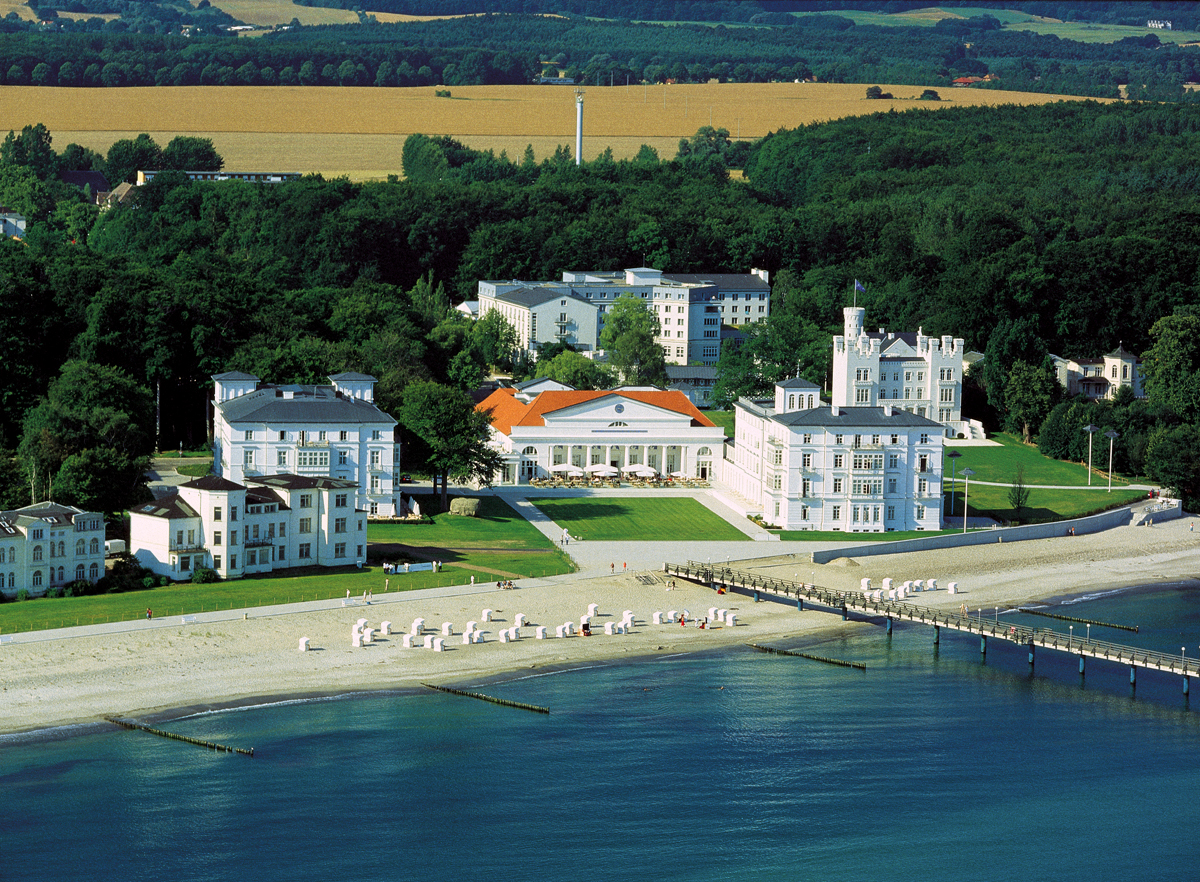
Grand Hotel Heiligendamm
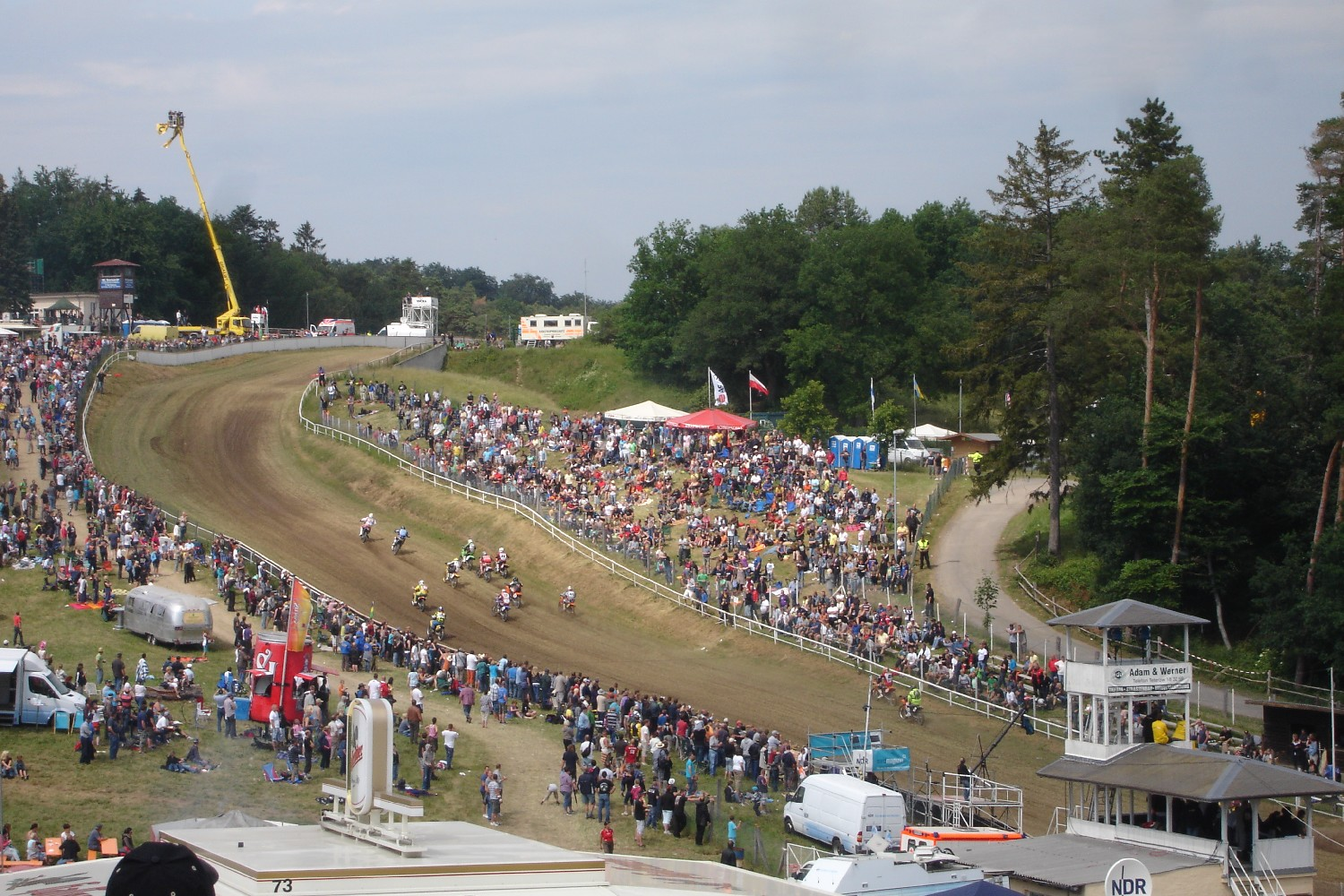
Motorsport am Teterower Bergring
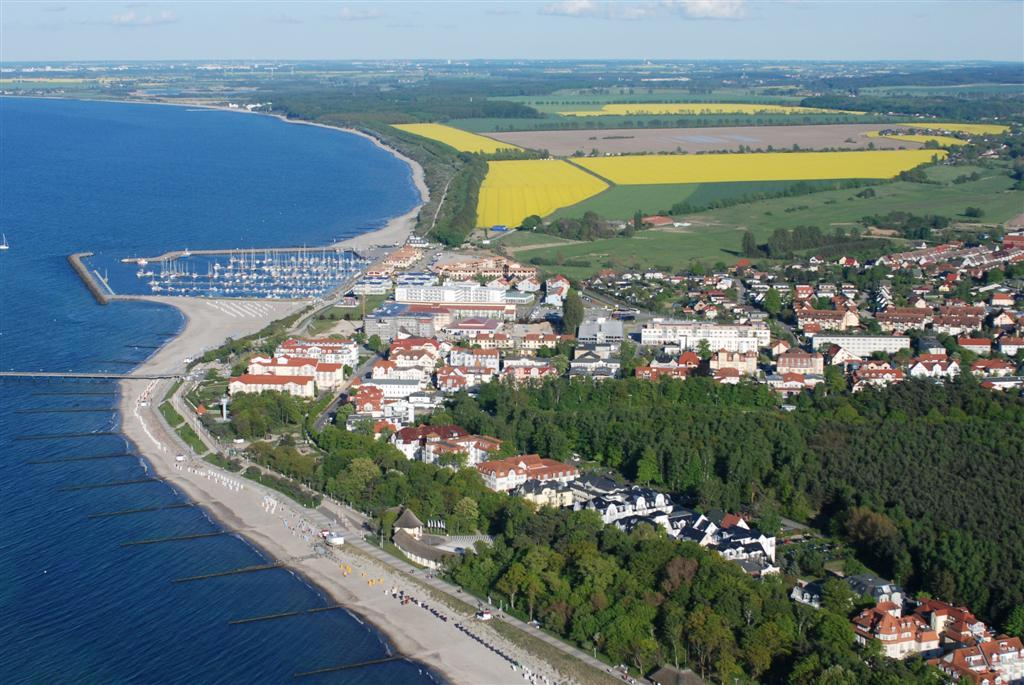
Kühlungsborn
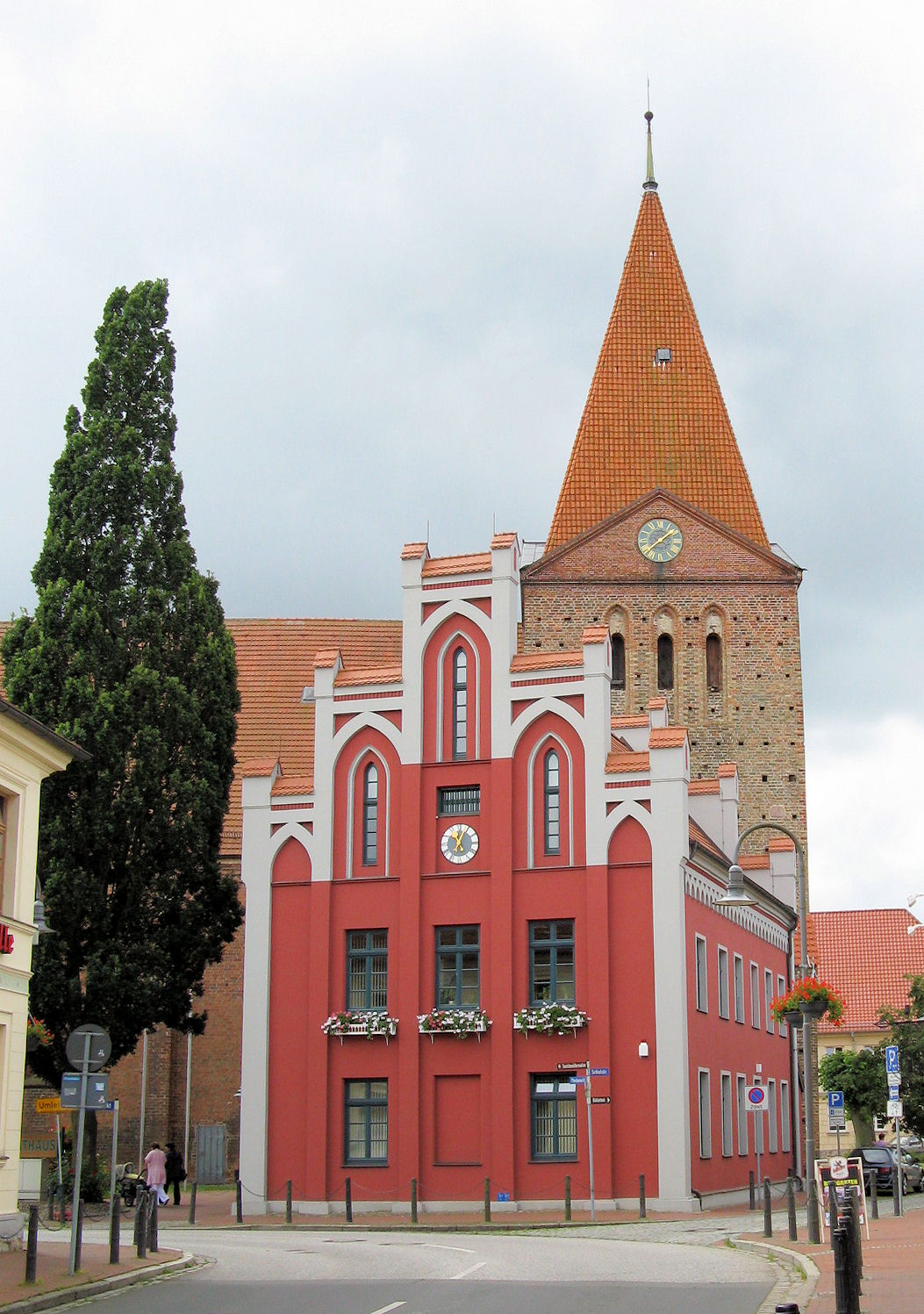
Künstlerort Schwaan
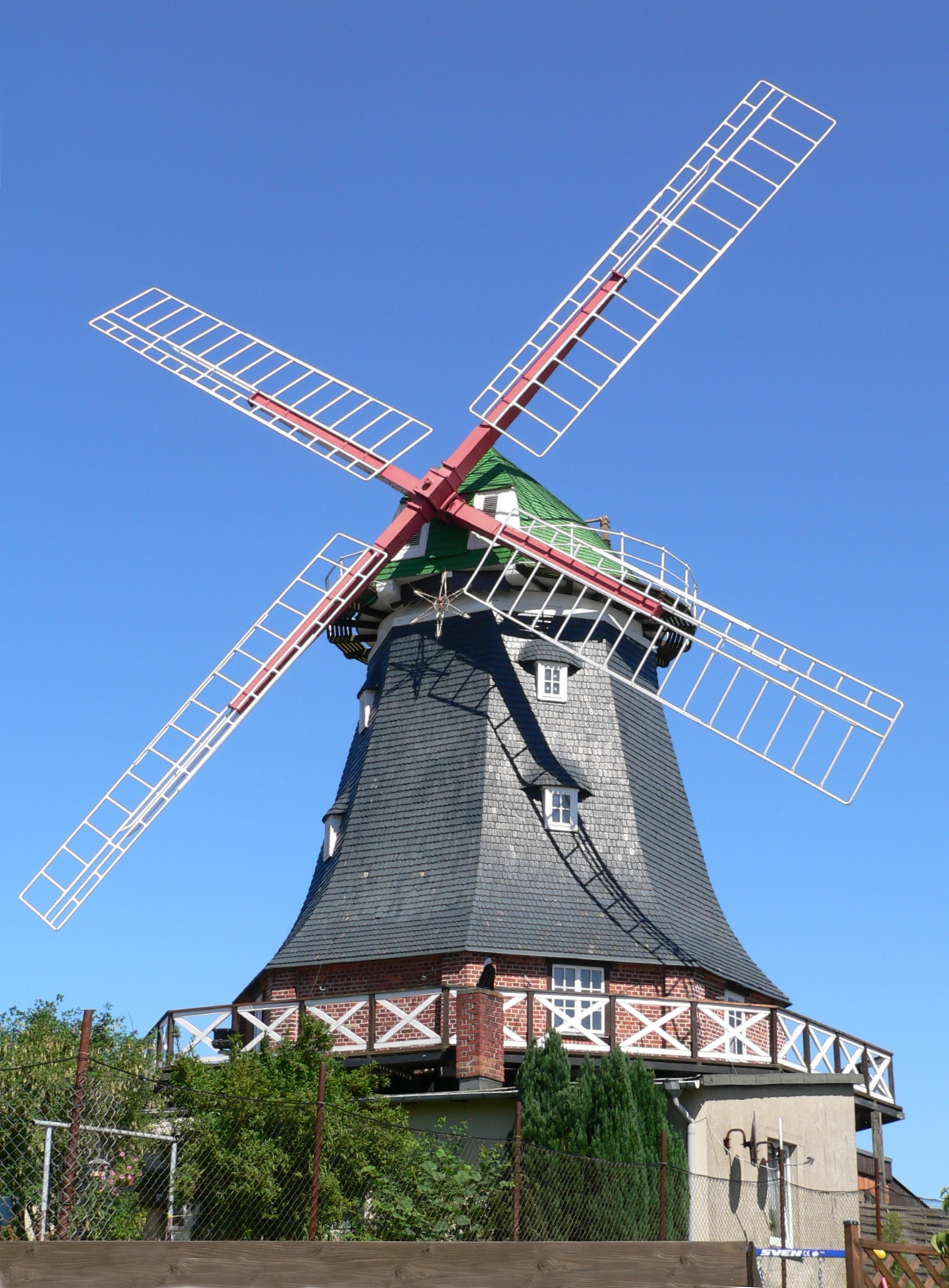
Kröpelin